# MechWarrior 3
 (juin 2018).
Si vous disposez d'ouvrages ou d'articles de référence ou si vous connaissez des sites web de qualité traitant du thème abordé ici, merci de compléter l'article en donnant les références utiles à sa vérifiabilité et en les liant à la section « Notes et références ».
MechWarrior 3 est un jeu vidéo de simulation, développé par Zipper Interactive, sorti sur PC en 1999. L'action se déroule dans l'univers de Battletech.

## Synopsis
Le jeu prend place au XXXIe siècle, dans un univers tourmenté où la Ligue Stellaire et les Clans s'affrontent pour le contrôle de l'univers. L'histoire se déroule sur une planète maléfique nommée Trankil où un commando de mercenaires des Eridani Light Horse est envoyé par la Ligue Stellaire pour éradiquer les survivants du clan Smoke Jaguars.

## Système de jeu
Le joueur se trouve aux commandes de son battlemech, une gigantesque machine de guerre robotisée allant de l'exo-squelette de reconnaissance de 20 tonnes au battlemech d'assaut de 100 tonnes.
Le pilotage des battlemechs requiert une certaine habitude : en effet le robot est doté de bras et d'un torse mobile qu'il faut apprendre à maîtriser pour être plus efficace au combat. Le battlemech est une machine de guerre à équiper en fonction des besoins de la mission : toute idée de destruction à la chaine est à éviter, seul le meilleur pilote survivra.
Il faut préciser que s'il est possible de désactiver les options réalistes, il est nécessaire de toutes les activer pour pouvoir passer à la mission suivante.
Les missions sont d'une grande variété : attaque de train, destruction d'infrastructures diverses, élimination d'ennemis… Au cours de la campagne, plusieurs coéquipiers se joignent au joueur pour l'aider dans son œuvre de destruction.

## MechLab
Après chaque mission apparaît l'écran de « salvage », c'est-à-dire le matériel pris à l'ennemi. Au fil des missions le joueur récupère des équipements et des battlemechs de plus en plus puissants qu'il peut personnaliser dans le « Labo Mech », Il faut toutefois veiller à ne garder que le matériel le plus utile car le poids est limité.
Durant la partie la perte d'un des 3 camions de réparation réduira d'un tiers le matériel disponible.
L'armement se compose des éléments suivants :
- Armes énergétiques : laser, CPP (canon à projection de particules), flambeur (lance flamme à plasma)
- Armes balistiques : canon Gauss, Autocanon LBX/ultra, mitrailleuse
- Missiles : MLP, MCP, NARC

L'équipement est lui trop vaste pour être exposé ici.
Un des aspects les plus importants de Mechwarrior 3 est la grande customisation possible des Battlemech selon les préférences du joueur, les besoins des missions et le matériel disponible.
Un équipement lourd ayant une forte tendance à la surchauffe (laser) est par exemple à proscrire dans des conditions climatiques chaudes, mais un environnement arctique permettra d'enlever des systèmes de refroidissement pour d'autres armes.

## Accueil
- Jeuxvideo.com : 18/20[1]

## Pirate's Moon
MechWarrior 3 dispose d'une extension appelée « Pirate's Moon » qui n'a pas été distribuée en France.